# آدینه (نشریه)
آدینه نشریه جریان روشنفکری بود که در دهه ۶۰ و ۷۰ در ایران منتشر می‌شد. مدیر مسئول این نشریه، غلامحسین ذاکری بود و سردبیری آن را سیروس علی‌نژاد و فرج سرکوهی بر عهده داشتند. اولین شماره ماهنامه آدینه در ۱۵ آذر ۱۳۶۴ منتشر شد.
اولین شماره در دوازده صفحه و پنج هزار نسخه منتشر شد که کمتر از دو هزار نسخه آن فروش رفت.
این مجله در دهه ۱۳۶۰ و ۱۳۷۰ به مرکزی برای ارائه و انتشار آرای روشنفکری و ادبیات و هنر مستقل از حکومت بدل شد. مسعود بهنود نیز در این نشریه مطلب می‌نوشت جایی که هاشمی رفسنجانی را  «سردار سازنده‌گی» و «تالی امیرکبیر» و رهبر نظام را «ستون خیمه» می‌نامید. به گفته فرج سرکوهی، تنها کسی که حق داشت در این مجله در مورد مسائل حاد ایران بنویسد مسعود بهنود بود.

## توقیف
مجله آدینه در سال ۱۳۷۷ با حکم سعید مرتضوی رئیس وقت دادگاه مطبوعات توقیف و لغو امتیاز شد. ذاکری نیز به سه ماه زندان محکوم شد. در آبان ۱۳۷۹ شعبه دوم دادگاه تجدید نظر تهران این حکم را به لغو امتیاز موقت به مدت ۵ سال کاهش داد و با اعتراض مجدد ذاکری و وکیل او این حکم نیز در سال ۱۳۸۱ لغو و مجله آدینه از اتهامات وارده تبرئه شد.
غلامحسین ذاکری با اشاره به تبرئه آدینه از تمام اتهامات گفته بود که «پس از تبرئه آدینه اجازه انتشار دوباره به این مجله را دادند و گفتند می‌توانی آدینه را منتشر کنی، اما آدینه را دیگر منتشر نکردم. واقعیت این است که آدینه را باید با چه کسانی منتشر می‌کردم؟ همه رفته و پراکنده شده بودند. دیگر خیلی دیر شده بود».